# Essequibo (Kolonie)

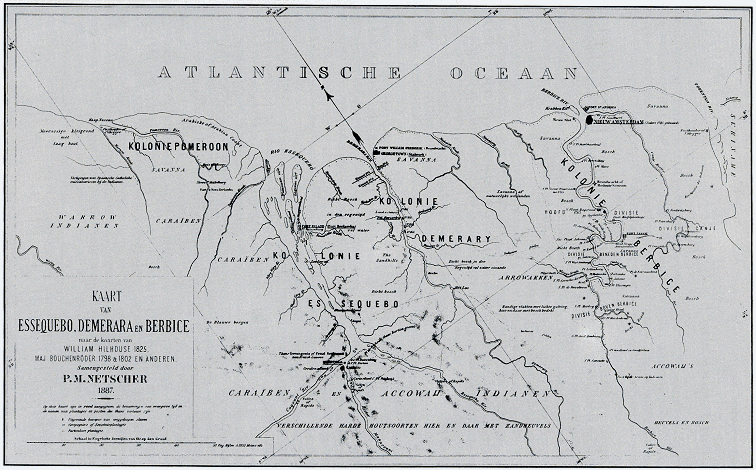
Karte mit dem Gebiet im Jahre 1888

Essequibo (auch: Essequebo) war von 1616 bis 1814 eine niederländische Kolonie an der Nordküste von Südamerika, in der Region des Essequibo- und des Demeraraflusses im heutigen Guyana. Essequibo war Bestandteil der Kolonien, die auch unter dem Sammelbegriff Niederländisch-Guayana bekannt sind.

## Geschichte

### Niederländische Kolonisierung
Obwohl der Spanier Alonso de Ojeda als erster Europäer die Küste des heutigen Guyana erkundete und hierüber berichtete, erfolgte – über einzelne Vorstöße zur Erkundung des Hinterlandes hinaus – keine wirkliche Inbesitznahme und Besiedlung. Denn dieser Landstrich erschien den Spaniern weit weniger Gewinn verheißend als andere Teile Südamerikas und Mittelamerikas.
So konnten die Niederländer in dem Gebiet, das von den Spaniern (im Westen) und den Portugiesen (im Osten) noch nicht in Beschlag genommen worden war, Kolonien gründen, darunter – nach einer ersten Niederlassung 1581 am Pomeroon – als zweite Kolonie 1616 die Kolonie Essequibo.
Die ersten Stützpunkte der Kaufleute aus Zeeland an den Mündungen des Pomeroon und des Essequibo dienten dem Tauschhandel mit den indigenen Völkern. Doch schon bald wurden Plantagen zum Anbau von Kaffee, Tabak, Indigopflanzen, Kakao, Baumwolle und vor allem Zucker angelegt. Um diese zu bewirtschaften, wurden Sklaven aus Afrika „importiert“, die auf den Feldern unter erbärmlichen Bedingungen für den Profit ihrer Herren schuften mussten.

### Wechselnde Eigentümer

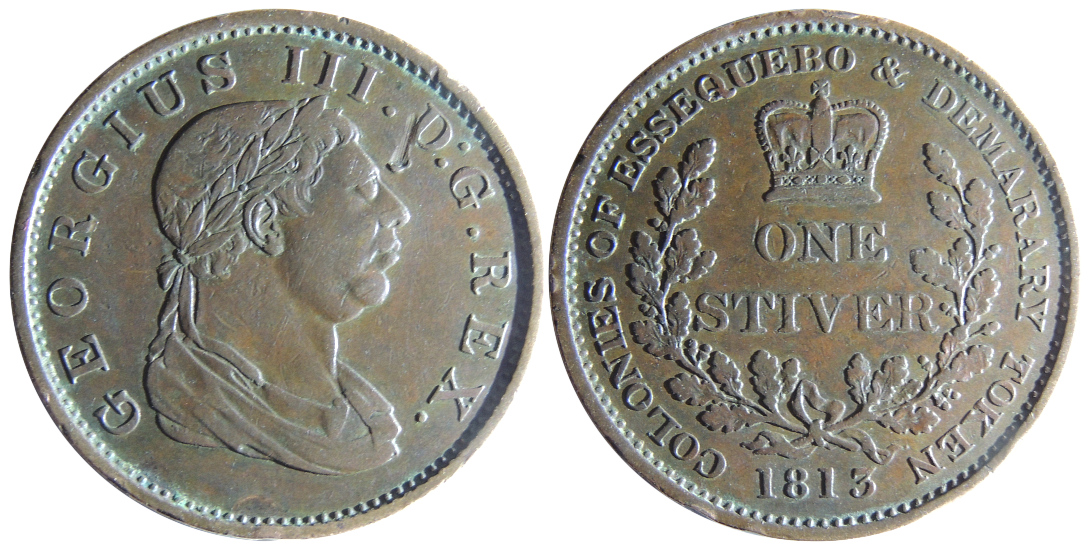
Eine Stiver-Münze, die 1813 für die vereinigte Kolonie Essequibo-Demerara geprägt wurde.

Die niederländische Herrschaft, die ab 1621 durch die Westindien-Kompanie (WIC) ausgeübt wurde (Handelsmonopol), wurde von 1665 bis 1666 und 1781 bis 1782 durch die Engländer bzw. Briten unterbrochen, als die Kolonien Berbice und Essequibo (einschließlich Demerara) erobert wurden. Die britische Herrschaft wurde durch die Franzosen von 1782 bis 1784 abgelöst. Nachdem die Franzosen die Kolonie 1784 wieder abgetreten hatten, blieb Essequibo bis 1796 erneut in niederländischem Besitz, als es wiederum und damit beinahe definitiv durch die Briten besetzt wurde. Denn durch den Frieden von Amiens kam es von 1802 bis 1803 kurz wieder in niederländische Hände, wonach es aufs Neue durch die Briten übernommen wurde. Durch den Britisch-Niederländischen Vertrag von 1814 fiel Essequibo am 13. August 1814 dann offiziell an das Vereinigte Königreich. Am 21. Juli 1831 wurde es zusammen mit Demerara und Berbice als Britisch-Guayana zusammengefügt, ehe das Gebiet 1966 als Guyana unabhängig wurde.

## Befestigungsanlagen
Die wichtigste Verteidigungsanlage war das Fort Kijkoveral (figürlich: sehe alles) auf einer Flussinsel des Essequibo, am Zusammenfluss mit dem Cuyuni und dem Mazaruni. Die Fort-Insel war gleichzeitig administratives Zentrum der Kolonie und Sitz des Gouverneurs.

## Demerara
Ab 1745 nahm die Anzahl der Plantagen entlang des Demerara und seiner Seitenflüsse immer mehr zu. Vor allem der Einfluss der Briten durch Kolonisten, die aus Barbados kommend sich hier ansiedelten, machte sich bemerkbar. Durch Ernennung eines Kommandanten im Jahre 1750 bekam dieser Bereich einen eigenständigen Charakter. Ungefähr 1780 wurde eine kleine Hauptstadt an der Mündung des Demerara gegründet, die 1784 den Namen Stabroek erhielt, benannt nach einem der Direktoren der WIC. 1812 bekam die Stadt ihren heutigen Namen Georgetown.
Im Jahre 1800 waren in Essequibo und Demerara insgesamt rund 380 Zuckerrohrplantagen in Betrieb.

## Erforschung
Der deutsche Forschungsreisende Robert Hermann Schomburgk unternahm von 1835 bis 1839 eine wissenschaftliche Expedition nach Britisch-Guayana und zwischen 1840 und 1844 bereiste er die Grenzflüsse im Auftrag der britischen Regierung zur Feststellung der Grenzen mit den benachbarten Venezuela und Suriname.